# Цитадель Эрбиль

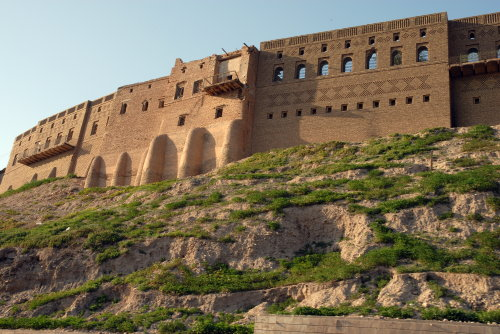
Фасады зданий XIX века на вершине холма

Эрбильская крепость (курд. قەڵای ھەولێر Qelay Hewlêr; араб. قلعة أربيل‎) — цитадель на телле (искусственном холме) в историческом центре города Эрбиля (Иракский Курдистан).
Телль высотой 32 метра имеет площадь в 102 000 м². Самые ранние свидетельства существования поселения на этом холме датированы 5-м тысячелетием до н. э. Крепость имела важное военное значение с новоассирийского периода до монгольского завоевания Междуречья в середине XIII века. 
Существующая веерная планировка характерна для поздней Османской империи. Застройка преимущественно XIX-XX веков с отдельными зданиями XVIII века.
До недавнего времени территория крепости представляла собой жилой квартал с собственной мечетью. С 2007 года на территории цитадели ведутся инициированные правительством курдов археологические раскопки и реставрационные работы. На время проведения данных работ все жители выселены с холма.
Эрбильская цитадель была включена 21 июня 2014 года в список Всемирного наследия ЮНЕСКО как яркий пример османской застройки древнего телля. По состоянию на 2015 год ведётся застройка территории зданиями из традиционных материалов.